# La signora a 40 carati
La signora a 40 carati (40 Carats) è un film del 1973, diretto da Milton Katselas, tratto dall'omonima opera teatrale di Jay Presson Allen.

## Trama
Ann, una donna quarantenne americana di origini norvegesi, in vacanza in Grecia con la madre resta in panne con l'automobile e fa casualmente la conoscenza del giovane Peter, il quale dapprima si adopera per riparare il guasto e, successivamente, vista l'impossibilità di rimettere in moto l'auto, si offre di accompagnarla alla sua destinazione con la motocicletta ma ella rifiuta considerando sconveniente per una donna della sua età salire a cavalcioni di una moto. I due allora si fermano sul litorale in attesa di un passaggio e, dopo un bagno in mare, passano la notte tra le rovine dei templi dove cedono ai sensi, stimolati dall'atmosfera nel frattempo creatasi; al mattino lei, senza svegliare Peter, sale su una barca che sta transitando vicino alla riva, conservando però un anello regalatole dal giovane sconosciuto.
Al termine della vacanza Ann torna a New York dove vive, divorziata dal marito Billy, un attore di televisione mai riuscito veramente ad affermarsi, insieme alla madre ed alla figlia Trina e dove è titolare di una agenzia immobiliare.

Una sera Trina aspetta un amico per uscire ma del tutto inaspettatamente compare Peter, incaricato dall'amico di passare a prendere la giovane in quanto suo vicino di casa. Questa casualità porta i due a ritrovarsi e ad iniziare una tenera relazione non priva di difficoltà, data la maggiore età della donna che li espone a critiche ed a scontati luoghi comuni, mentre Trina rimane affascinata da J.D., un ricco vedovo texano, cliente della madre, che intende stabilirsi in città, tanto da fidanzarsi e progettare le nozze.
Le difficoltà sembrano diventare insormontabili dopo l'incontro tra Ann ed il padre di Peter il quale, venuto a conoscenza della richiesta di matrimonio da parte del figlio, chiede di incontrare la donna e, all'insaputa del giovane, al quale aveva fatto credere di non essere contrario, le elenca oggettivamente e con una certa durezza le problematiche presenti e future a cui potrebbe andare incontro la coppia una volta unita in matrimonio; Ann esce sconvolta dall'appartamento dei genitori e tra le lacrime implora Peter di dimenticare tutto facendo ritorno a casa.
Peter nel frattempo si reca all'aeroporto e vola ugualmente in Grecia dove era programmata la loro vacanza mentre Ann incontra Billy, venuto a trovarla per una cena in famiglia, e gli fa capire non solo quanto è successo ma soprattutto quanto le parole del padre del giovane fidanzato l'abbiano colpita, risollevando i dubbi che erano precedentemente svaniti grazie all'amore di Peter; tuttavia le sagge e tenere parole di Billy la indurranno a raggiungere l'amato in Grecia, lasciandosi alle spalle i pensieri relativi alle difficoltà del loro rapporto, pensando solo alla felicità che li attende.